# Edward Abbott (Geistlicher)

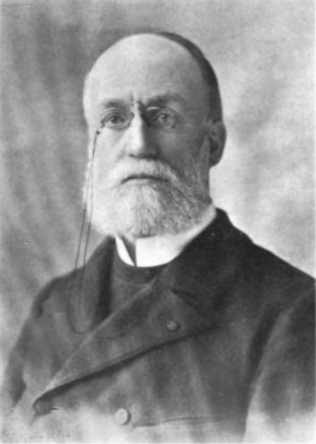
Edward Abbott

Edward Abbott (* 15. Juli 1841 in Farmington (Maine); † 5. April 1908 in Boston, Massachusetts) war ein US-amerikanischer Geistlicher, Journalist und Autor.

## Leben
Edward Abbott war der jüngste Sohn des US-amerikanischen Jugendbuchautors Jacob Abbott und von Harriet Vaughan Abbott sowie Bruder der Juristen Benjamin Vaughan Abbott und Austin Abbott sowie des Religionsphilosophen Lyman Abbott. Er besuchte das College seiner Heimatstadt, ging dann nach New York und schloss 1860 das Studium an der dortigen Universität mit Auszeichnung ab. Danach studierte er bis 1862 Theologie am Andover Theological Seminary. 1863 arbeitete er während des damals tobenden amerikanischen Bürgerkriegs einige Monate lang in der United States Sanitary Commission bei der Army of the Potomac in Washington, D.C.
Ebenfalls 1863 wurde Abbott als kongregationalistischen Pfarrer ordiniert und arbeitete bis 1865 als Kaplan in verschiedenen öffentlichen Einrichtungen Bostons. 1865 gründete er die Pilgrim Congregational Church in Cambridge (Massachusetts) und fungierte bis 1869 als ihr erster Pastor. Von 1869 bis 1878 war er Mitherausgeber des Congregationalist in Boston. Auf kirchlichem Gebiet hatte er von 1872 bis 1873 den Posten eines Kaplans des Senats von Massachusetts inne.
Nach einer Änderung seiner religiösen Ansichten trat Abbott, den der damals herrschende Liberalismus störte, 1878 der protestantischen Episkopalkirche bei, in der eine göttliche Institution sah. Die Trennung von seiner früheren Religionsgemeinschaft erfolgte in beiderseitigem Einvernehmen. 1879 wurde er zum Diakon und 1880 zum Priester der Episkopalkirche geweiht. In der Folge wurde er Pfarrer der Gemeinde von St. James, Cambridge. In erster Ehe hatte er am 16. Februar 1865 Clara E. Davis geheiratet; in zweiter Ehe vermählte er sich am 21. August 1883 mit Katharine, geb. Kelly. 1884 fungierte er als Mitglied des Ausschusses der Visitoren des Wellesley College.
1889 nominierte die Generalversammlung der Episkopalkirche Abbott zum Missionsbischof für Japan, doch lehnte er die Übernahme dieses Amts ab. Drei Jahre später war er kirchlicher Abgeordneter von Massachusetts für die Generalversammlung von 1892. Derweilen setzte er seine journalistische Laufbahn von 1878 bis 1888 als Herausgeber der Literary World fort. Die Leitung dieser Bostoner Zeitschrift, die sich der aktuellen Literaturkritik widmete, übte er von 1895 bis 1903 erneut aus. Er starb am 5. April 1908 im Alter von 66 Jahren in Boston.

## Werke
- The Baby's Things: A Story in Verse for Christmas Eve, New York 1871
- Pilgrim Lesson Papers, 1873-1874
- The Conversations of Genius, 1875
- A Paragraph History of the United States, 1875
- A Paragraph History of the American Revolution, 1876
- Revolutionary Times, 1876
- Sketches of Our Country, Its People and Their Ways One Hundred Years Ago, 1876
- Long-Look Books, 3 Bände, 1877–1880
- Memoir of Jacob Abbott, in: "Memorial Edition von Jacob Abbotts The Young Christian", 1882
- Phillips Brooks, 1900